# Jin Zhangzong
Zhangzong (章宗) est un empereur de la dynastie Jin né le 31 août 1168 et mort le 29 décembre 1208. Il règne de 1189 à sa mort.

## Biographie
Madage, sinisé en Wanyan Jing, est le fils de Wanyan Yungong et de Xiaoyi. Par son père, il est le petit-fils de l'empereur Shizong, à qui il succède à sa mort, en 1189.
L'empereur Zhangzong poursuit les efforts de son prédécesseur en faveur de la culture des Jurchens et de leur langue. En 1206, son royaume est envahi par les armées des Song du Sud. Les Jin parviennent à les repousser de l'autre côté de la frontière et à obtenir la signature d'un traité de paix favorable en 1208.
À la mort de Zhangzong, son oncle Wanyan Yongji monte sur le trône.